# 7 Dywizja Pancerna (Bundeswehra)
7 Dywizja Pancerna (niem. 7. Panzerdivision) – rozformowany pancerny związek taktyczny Bundeswehry.
W okresie zimnej wojny dywizja  wchodziła w skład 1 Korpusu Armijnego i przewidziana była do działań w pasie Północnej Grupy Armii.

## Struktura organizacyjna
Organizacja w 1989:
- dowództwo dywizji – Unna-Mitte
- 19 Brygada Zmechanizowana – Ahlen-Oestrich
- 20 Brygada Pancerna – Iserlohn
- 21 Brygada Pancerna „Lipperland” – Augustdorf
- 7 pułk artylerii – Dülmen
- 7 pułk przeciwlotniczy – Borken